# Anders Borgström
Anders Borgström född 2 september 1946 i Karlstad, är en svensk idrottsledare som har haft ett mångårigt engagemang både som anställd och ideellt arbetande idrottsledare bland annat i IF Göta i Karlstad. Han var svenska friidrottens förbundskapten 1984-1988. 
Borgström utbildade sig 1969 till idrottslärare vid GIH i Örebro. Han stannade kvar i Örebro och undervisade på mellanstadiet de första nio åren. 1978 flyttade han tillbaka till Karlstad och arbetade ett par år i gymnasieskolan innan han blev heltidsanställd av Svenska Friidrottsförbundet under en åttaårsperiod, som innefattade uppgiften som förbundskapten 1984-1988. Därpå följde fyra år som fritidschef i Karlstad kommun. De sista 18 yrkesverksamma åren var han rektor för riksidrottsgymnasiet på Sundstagymnasiet i Karlstad. Parallellt med andra engagemang var han under perioden 1971-1998 grenansvarig i spjut i Sverige och har efter 1998 fungerat som mentor i första hand gentemot kasttränare såväl nationellt som internationellt. Under perioden 2016 - 2020 fungerade Borgström som tränare och rådgivare för det Taiwanesiska Friidrottsförbundet med speciell inriktning på spjut, där hans adepter hemförde segrar vid asiatiska mästerskap för såväl juniorer som seniorer och där hans manliga kastare vid Universiaden 2017, vilken avgjordes i Taipei, vann såväl guldet som bronset på förnämliga resultat. Cheng Chao-Tsun blev där första asiat att kasta över 90 meter: 91.36. Hans asiatiska rekord överträffades först efter närmare sju år. Arshad Nadeem från Pakistan överträffade det när han med resultatet 92,97 vann OS i Paris sommaren 2024. 
Borgström är av Internationella Friidrottsförbundet (IAAF, numera WA) utsedd till officiell lecturer och har som sådan på uppdrag av förbundet utbildat tränare i Kairo, Jakarta, Lagos, Auckland m fl platser och på inbjudan av nationsförbund föreläst vid kurser/seminarier i bl a Sverige, Norge, England, Skottland, Belgien, Ungern, DDR, USA, Australien. 
Borgström var under 16 säsonger - 1999-2014 expertkommentator på Eurosport, föreläste på Karlstads universitet och har medverkat på Svenska Spel med rådgivning angående oddssättning på friidrottsspel. 
Borgström egna aktiva idrottsmeriter är ett Skol-SM och ett junior-SM i spjutkast. Han var som senior i skiktet närmast under landslaget i mångkamp, men han gick ganska tidigt över till tränar- och ledarskap och lade sina krafter där. Han har fortfarande ett par distriktsrekord för Närke. Han tävlar fortfarande och har vunnit några veteran-SM.
Borgström är gift med Inger Sandin Borgström som har åkt tre VM på skridskor: 1957, 1958 och 1960 och tävlade då för IFK Kristinehamn. Hans far Eric Borgström var med att med IF Göta grunda Värmlandstraditionen i bandy bland annat fungerat som lagledare för bandylandslaget 1929-1940 i totalt 10 matcher utan nederlag. Eric Borgström blev postumt invald i Svensk Bandys Hall of Fame 2020.

## Utmärkelser
- 2019 Europeiska Friidrottsförbundets Member Federation Award
- 2016 Prinsens plakett
- 2014 Riksidrottens Vänner-stipendiet
- 2008 Utnämnd till Riksidrottens Vänner-medlem.
- 2005 Riksidrottens Vänners Bo Ekelund-stipendium
- 2004 Svenska Friidrottsförbundets guldmedalj
- 1998 Pihtipudasmedaljen (finsk spjutkastnings finaste tränarutmärkelse)
- 1995 RF förtjänsttecken i guld
- 1986 Tage Warborn-stipendiet.
- 1966 Idrottsskölden